# Прокляті (фільм, 1947)
«Прокляті» (фр. Les Maudits) — чорно-білий французький фільм 1947 року режисера Рене Клемана.

## Сюжет
Події стрічки відбуваються у квітні 1945 року у Осло, незадовго перед закінченням Другої світовою війни. Група нацистів і тих, хто їм співчуває вантажаться на борт підводного човна, збираючись відплисти до Південної Америки. Їх мета — вислизнути від союзників і налагодити за місцем прибуття мережу з прийому німців-втікачів. До групи входять: генерал фон Хаузер (Курт Кронефельд) і його коханка Хільда Гарозі (Флоранс Марлі) у супроводі чоловіка, великого німецького промисловця, якого втягнули в цю авантюру слабкість характеру і нещасна любов до дружини; Форстер, людина Гіммлера, за якою назирцем йде його помічник і фаворит; Віллі Морюс (Мішель Оклер), дрібний шахрай з Берліна; Кутюрьє, французький журналіст-колабораціоніст; шведський учений і його донька, захоплені іншими членами групи. У Ла-Манші підводний човен вступає у бій з трьома англійськими кораблями; Хільда поранена у бою і лежить в комі. Кутюрьє разом з Віллі і одним з членів екіпажу висаджуються на суходіл, щоб викрасти в Руаяні лікаря. Так на борт підводного човна силою приводять доктора Гільбера (Анрі Відаль).
Вилікувавши Хільду, лікар розуміє, що його дні злічені. За допомогою рентгенівського апарату він знаходить надувний човен, але швед заволодіває ним раніше. Чим довше триває плавання, тим більше росте напруга. Гільбер переконує екіпаж, що серед них — хворий на дифтерію: так він сподівається помститися своїм супутникам, потріпати їм нерви і посилити тісноту на борту, оскільки «хворого» необхідно помістити в карантин. По радіо повідомляють про смерть Гітлера. Гарозі у присутності усього екіпажу викладає все відверто: він підтримував нацистів тільки під впливом дружини, яка тепер зраджує йому з фон Хаузером.
Через деякий час він кінчає з собою, кинувшись у воду.
При заході в південноамериканський порт агент Ларга, який повинен був потурбуватися про пасажирів, такає від них.

## В ролях
| Актор           | Роль                           |
| --------------- | ------------------------------ |
| Флоранс Марлі   | Хільда Гарозі                  |
| Анрі Відаль     | Гільбер                        |
| Жо Дест         | Форстер                        |
| Жан Дідьє       |                                |
| Люсьєн Гектор   | Еріксен                        |
| Марсель Даліо   | Ларга                          |
| Фоско Джакетті  | Гарозі                         |
| Поль Бернар     | Кутюрьє, французький журналіст |
| Мішель Оклер    | Віллі Морюс                    |
| Курт Кронефельд | фон Хаузер                     |

## Цікаві факти
- Показом фільму було відкрито 2-й Каннський кінофестиваль, що проходив 12-25 вересня 1947 року[1].